# Херселт
Херселт (на нидерландски: Herselt) е селище в Северна Белгия, окръг Тьорнхаут на провинция Антверпен. Намира се на 27 km южно от град Тьорнхаут. Населението му е около 13 800 души (2006).